# 伊柳塔
伊柳塔是巴西圣卡塔琳娜州的一个市镇。总面积253.442平方公里，总人口11552人，人口密度45.6人/平方公里。